# Protocole de Minsk
Pour les articles homonymes, voir Traité de Minsk (homonymie).
Pour un article plus général, voir Guerre russo-ukrainienne.

Carte de la zone tampon établie par le mémorandum de suivi du protocole de Minsk.

Le protocole de Minsk, ou Minsk I est un accord signé le 5 septembre 2014 à Minsk, capitale de la Biélorussie, par les représentants de l'Ukraine, de la Russie, des républiques autoproclamées de Donetsk et de Lougansk et de l'Organisation pour la sécurité et la coopération en Europe (OSCE), afin de mettre fin à la guerre du Donbass, qui a débuté en avril 2014 en Ukraine orientale, à la suite de la guerre russo-ukrainienne qui a elle-même éclaté en février 2014,,.
Cet accord de cessez-le-feu en Ukraine orientale est signé au terme de longues négociations. Il apparaît rapidement comme un échec et est remplacé par les accords de Minsk II en février 2015.

## Contexte
De la guerre russo-ukrainienne (février 2014) à la guerre du Donbass (avril 2014).

## Négociation et signature du protocole
En juin 2014 est créé un groupe de contact trilatéral sur l'Ukraine, composé des représentants de l'Ukraine, de la Russie et de l'OSCE, conçu comme un moyen de faciliter le dialogue et la résolution des conflits dans l'est et le sud-est de l'Ukraine.
Les réunions de ce groupe avec des représentants informels des république populaire de Donetsk et  république populaire de Lougansk, entités sécessionnistes de l'Ukraine, ont lieu les 31 juillet, 26 août, 1er septembre et 5 septembre 2014.
L'accord du 5 septembre ressemble beaucoup au plan de paix en quinze points proposé par le président ukrainien Petro Porochenko le 20 juin 2014. Il est signé par :
- la représentante de l'OSCE, la Suissesse Heidi Tagliavini ;
- le représentant de l'Ukraine, l'ancien Président Leonid Koutchma ;
- le représentant la fédération de Russie, l'ambassadeur en Ukraine Mikhaïl Zourabov ;
- les dirigeants de la république populaire de Donetsk (RPD) et de la république populaire de Lougansk (RPL) : Alexandre Zakhartchenko et Igor Plotnitski.

## Texte du protocole
Le texte du protocole comprend douze points :
1. Assurer un cessez-le-feu bilatéral immédiat ;
2. Assurer la surveillance et la vérification du cessez-le-feu par l'OSCE ;
3. Organiser une décentralisation des pouvoirs, par la mise en application d'une loi ukrainienne (loi sur le statut particulier), accordant de manière temporaire l'autonomie locale dans les oblasts de Donetsk et de Lougansk ;
4. Assurer une surveillance permanente de la frontière russo-ukrainienne par l'OSCE et instaurer une zone de sécurité à cette même frontière ;
5. Libérer immédiatement tous les otages et les personnes retenues illégalement ;
6. Adopter une loi ukrainienne visant à interdire les poursuites et les sanctions contre toutes les personnes impliquées dans la guerre du Donbass ;
7. Poursuivre un dialogue national entre les parties ;
8. Mettre en œuvre des mesures afin d'améliorer la situation humanitaire dans le Donbass ;
9. Procéder à des élections anticipées dans les oblasts de Donetsk et de Lougansk ;
10. Procéder au retrait du territoire ukrainien des formations armées et du matériel militaire illicites, ainsi que des combattants irréguliers et des mercenaires ;
11. Mettre en place un programme économique pour favoriser la reprise des activités et de l'économie locale dans le Donbass ;
12. Assurer la protection personnelle des participants aux consultations.

## Application
Au cours des deux semaines qui suivent la signature du protocole de Minsk, des violations du cessez-le-feu ont lieu fréquemment, de la part des deux parties,. Les discussions se poursuivent à Minsk.

### Mémorandum de suivi (19 septembre)
Un suivi du protocole de Minsk est convenu le 19 septembre 2014. Le mémorandum résultant clarifie l'application du protocole. Parmi les mesures convenues à la paix, figurent notamment,, :
- la suppression de toutes les armes lourdes dans une zone de quinze kilomètres derrière la ligne de contact, par chaque partie, afin de créer une zone démilitarisée de trente kilomètres de large au total ;
- l'interdiction des opérations offensives ;
- l'interdiction des vols d’avions de guerre au-dessus de la zone de sécurité ;
- le retrait de tous les mercenaires étrangers de la zone de conflit ;
- la mise en place d'une mission de l'OSCE pour surveiller la mise en œuvre du protocole de Minsk.

### Les discussions du 26 septembre
Le 26 septembre, les membres du groupe de contact trilatéral sur l'Ukraine se réunissent à nouveau pour discuter de la délimitation de la zone tampon, dans laquelle les armes lourdes sont interdites.
La ligne de démarcation entre la République populaire de Donetsk (RPD) et l'Ukraine est convenue entre les représentants des deux parties, selon le vice-Premier ministre d’Ukraine, Vitali Yarema.

### Reprise de la guerre
Une deuxième bataille pour l'aéroport international de Donetsk éclate le 28 septembre 2014 et les deux parties s’accusent mutuellement de violations continues du cessez-le-feu. L'aéroport international de Donetsk était fermé à tout trafic aérien depuis le 26 mai 2014, en raison des combats entre les forces du nouveau gouvernement ukrainien et les séparatistes prorusses.
À la fin octobre 2014, le Premier ministre de la république populaire de Donetsk, négociateur et signataire du protocole de Minsk, Alexandre Zakhartchenko, déclare que les forces sous son contrôle vont revenir pour reprendre le territoire qu'elles avaient perdu face aux forces du gouvernement ukrainien lors de l'offensive de juillet 2014 et que les forces de la RPD seront prêtes à se battre dans des combats à l'arme lourde pour l’atteinte de leurs objectifs,. Le lendemain, Zakhartchenko déclare qu'il a été mal compris, et qu'il a voulu dire que ces zones seraient reprises par des « moyens pacifiques ».
Lors de sa campagne pour les élections générales dans le Donbass menées par la RPD et la République populaire de Lougansk (RPL), en violation alléguée du protocole de Minsk, Zakhartchenko déclare : « Ce sont des moments historiques », « Nous sommes en train de créer un nouveau pays ! C'est un but fou ». Le président de l'OSCE, Didier Burkhalter, se référant aux intentions des entités autoproclamées de Donetsk et de Louhansk d'organiser de soi-disant élections en dehors du cadre fixé par la loi ukrainienne, confirme que ces élections sont « contraires à la lettre et à l'esprit du protocole de Minsk » et qu'elles « compliqueraient davantage sa mise en œuvre ». Ces élections doivent en effet, d'après le protocole, être organisées en suivant les modalités de la loi ukrainienne. Il regrette également que les représentants des deux républiques n'aient pas daigné assister à une réunion ayant pour objectif de traiter ce sujet.

### Accords du 26 décembre
Une étape suivante des pourparlers de paix tenus à Minsk est suspendue le 26 décembre 2014. Toutefois, les deux parties acceptent, après des heures de négociations, d'échanger des prisonniers, impliquant au moins 375 prisonniers des deux côtés,.

## Les accords de Minsk II

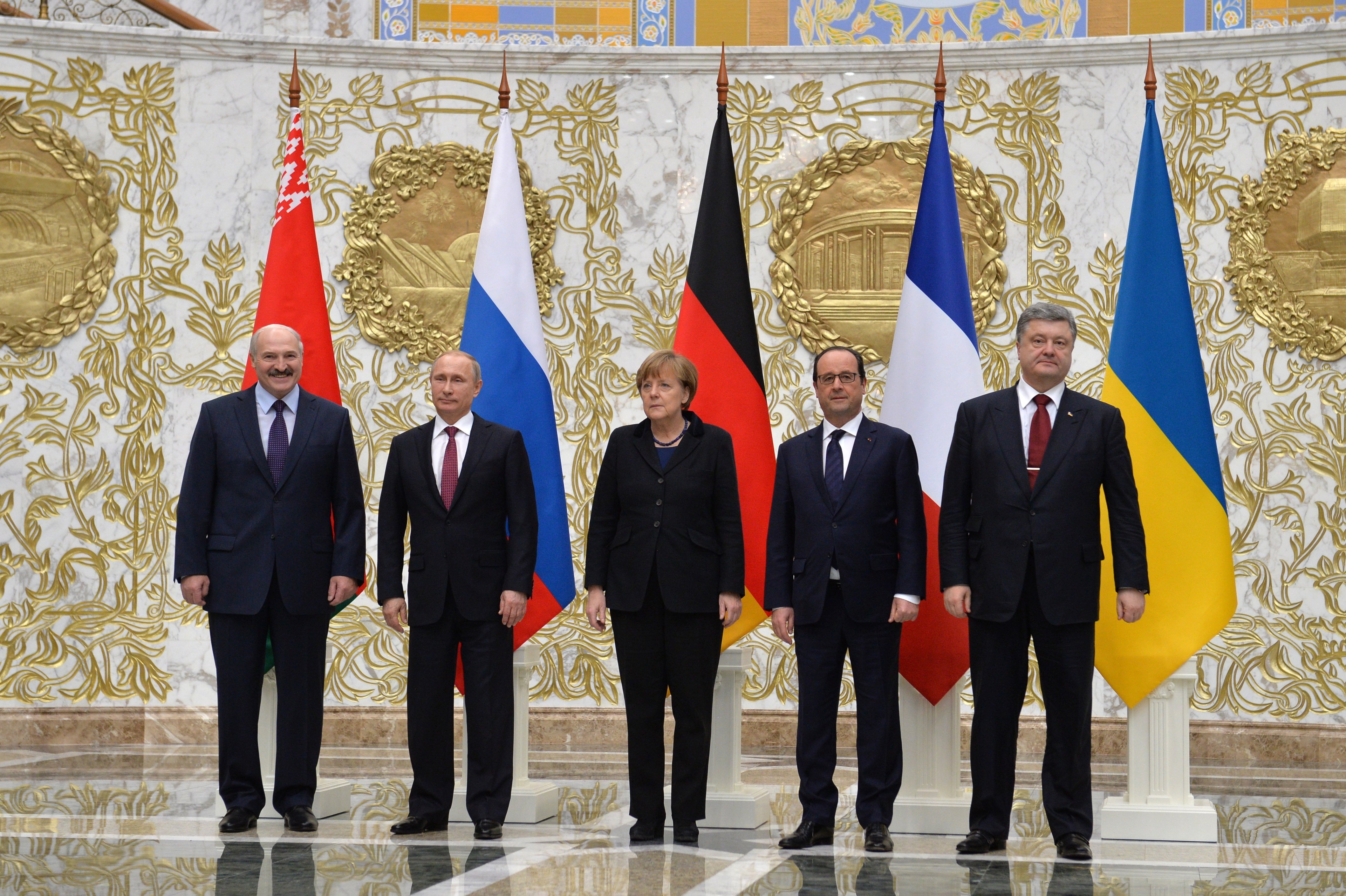
Alexandre Loukachenko, Vladimir Poutine, Angela Merkel, François Hollande et Petro Porochenko réunis en février 2015 pour les discussions préalables aux accords de Minsk II.

### Signature des accords (12 février 2015)
À la suite de l'échec manifeste du protocole de Minsk après des regains de tensions avec une guerre qui repart dès décembre 2014, de nouveaux accords sont prévus. Les accords de Minsk II, du 12 février 2015, sont signés selon le format Normandie : François Hollande, Angela Merkel, Petro Porochenko, Vladimir Poutine, et des représentants des républiques populaires autoproclamées de Donetsk et de Lougansk (sécessionistes de l'Ukraine) et mettent en place un nouveau cessez-le-feu.

## Fins des accords (janvier-février 2022)
En janvier 2022, Oleksiy Danilov, secrétaire du Conseil de sécurité nationale et de défense de l'Ukraine, affirme que « le respect des accords de Minsk signifie la destruction du pays. Lorsqu'ils ont été signés sous la menace armée des Russes — et sous le regard des Allemands et des Français — il était déjà clair pour toutes les personnes rationnelles qu'il était impossible de mettre en application ces documents ».
Début février 2022, le président finlandais Sauli Niinistö déclare que « la meilleure solution [à la situation actuelle] pourrait être que l'accord de Minsk soit respecté ou qu'il y ait des progrès significatifs dans sa mise en œuvre ». Après ses échanges approfondis avec les chefs d'État russe et ukrainien, le Président Macron arrive à la même conclusion : « Les accords de Minsk sont la meilleure chance de protection de l'Ukraine ».
Le 15 février 2022, la Douma russe vote une demande au Président Poutine de reconnaître les républiques autoproclamées de l’Est de l’Ukraine. Le lendemain, un porte-parole du gouvernement russe confirme qu’une reconnaissance des républiques du Donbass ne serait pas conforme aux accords, ce que le chef de la diplomatie américaine confirme : cela « représenterait un rejet global par le gouvernement russe de ses engagements conformes aux accords de Minsk ». Cependant, le gouvernement russe déclare que la priorité du Président Poutine dans la régulation de la situation dans le Donbass demeure la mise en œuvre des mécanismes d’autonomisation prévus dans le cadre de ces accords. Une augmentation très importante des bombardements et explosions au Donbass est notée à partir du 17 février. La Russie reconnait officiellement les républiques populaires autoproclamées de Louhansk et de Donetsk le 21 février 2022, ce qui met fin au protocole élaboré avec le concours de la France et de l'Allemagne. Il estime que les accords « n'existent plus ».
Le 24 février 2022, Vladimir Poutine ordonne l'invasion de l'Ukraine, alléguant, parmi d'autres griefs, le non-respect de ces accords par l'Ukraine.
Le 12 février 2024, le représentant permanent de la Russie auprès de l’ONU a convoqué une réunion du Conseil de sécurité pour faire le bilan des accords de Minsk signés en 2015 et entérinés la même année par la résolution 2202, ainsi que du respect apporté par les quatre signataires (Russie, Allemagne, France et Ukraine). Le sous-secrétaire général pour l’Europe, l’Asie centrale et les Amériques du Conseil de sécurité de l’ONU a souligné que les Nations Unies n’avaient pas pris part officiellement à aucun mécanisme de résolution de conflits en Ukraine, comme le format Normandie qui rassemble l’Ukraine, la Russie, l’Allemagne et la France, et qui a donné naissance aux accords de Minsk. La Russie, par le biais de Steve Sweeney, un activiste politique depuis Donetsk en zone occupée par la Russie, a reproché à la France et à l’Allemagne de ne pas vouloir faire respecter les accords de Minsk. Le représentant français a rétorqué en affirmant que c’était la Russie qui avait, de 2015 à 2022, entravé leur mise en œuvre avant de « choisir d’y mettre fin, de façon unilatérale et par la force », selon les termes de la France, en reconnaissant l’indépendance des Républiques autoproclamées de Donetsk et de Louhansk, et en envahissant l’Ukraine. Le représentant de l’Équateur a jugé « que l’invasion russe avait enterré les accords de Minsk », le représentant du Japon a regretté une tentative de la Russie de « justifier l’injustifiable ». Les États-Unis et le Royaume-Uni ont fortement critiqué une tentative de réécriture de l’histoire, affirmant que la Russie, malgré tous ses efforts, ne pouvait pas dissimuler qu’elle était l’agresseur. Ils ont souligné que « cette guerre est une tragédie pour laquelle la Russie est la seule à être tenue responsable », rappelant qu’elle avait envahi la Crimée et l’est de l’Ukraine en 2014. Le représentant du Royaume-Uni a estimé que « La décision de Poutine de lancer son invasion illégale et barbare en février 2022 nous montre clairement qu’il n’a jamais été intéressé par la paix ». Comme de nombreuses autres délégations, la France a appelé la Russie à écouter les appels répétés de l’Assemblée générale et ceux de la Cour internationale de Justice (CIJ) du 16 mars 2022. De son côté, l’Allemagne a rappelé la décision de la CIJ du 2 février 2024, qui confirmait ses mesures conservatoires de mars 2022, exigeant de la Russie qu’elle « mette fin immédiatement à son prétendu déploiement militaire spécial ».